# Ipomoea rostrata
Ipomoea rostrata är en vindeväxtart som beskrevs av Albert Peter. Ipomoea rostrata ingår i släktet praktvindor, och familjen vindeväxter. Inga underarter finns listade i Catalogue of Life.